# Ткачук, Иван Иванович
Иван Иванович Ткачу́к (11 марта 1943, Белогорский район, Каменец-Подольская область — 19 августа 2011, Петрозаводск) — советский, российский хозяйственный деятель, организатор сельскохозяйственного производства.

## Биография
Родился в крестьянской семье, окончил среднюю школу. После окончания в 1963 году Одесского медицинского училища, служил в Советской армии. Учился на вечернем отделении Архангельского медицинского института, работал на станции «Скорой помощи».
В 1968—1973 году — студент сельскохозяйственного факультета Петрозаводского государственного университета.
После окончания университета, в 1973—1983 годах — главный агроном совхоза «Толвуйский» (Толвуя), в 1983—2011 годах — генеральный директор совхоза «Толвуйский».
Избирался депутатом Медвежьегорского районного Совета народных депутатов.
Похоронен в Петрозаводске на Сулажгорском кладбище.

## Звания и награды
- Серебряная медаль ВДНХ (1977)
- Медаль «За трудовые заслуги» (1980)
- Орден Трудового Красного Знамени (1986)
- Заслуженный работник сельского хозяйства Карельской АССР (1990)
- Лауреат года Республики Карелия (1999)
- Почётный гражданин Республики Карелия (2003)
- Орден Почёта (2006)
- Орден «За вклад в развитие потребительской кооперации России» (2006)
- Заслуженный работник сельского хозяйства Российской Федерации (2011)